# MetaTrader
MetaTrader е информационно-търговска платформа, разработена от MetaQuotes Software Corp., предназначена за организации извършващи брокерско обслуживане на пазарите Forex, CFD и Futures. Това е комплекс със затворен цикъл, т.е. на организациите за брокерско обслужване при наличие на MetaTrader 4 не е необходимо допълнително програмно обезпечение. Работи на операционната система Windows.
До август 2010 г. активно се използва четвъртата версия на платформата, като вече е пусната и пета. Първа, втора и трета версии на платформата не се използват и не се поддържат.

## MetaTrader 4
Официалното пускане на информационно-търговската платформа MetaTrader 4 се извършва на 1 юли 2005 г. Платформата включва в себе си следните компоненти:
- MetaTrader 4 Server е ядрото на системата, сървърната част. Предназначена е за обработка на заявките на потребителите при извършване на търговски операции, издаване и изпълнение на поръчки. Също транслира котировките и новините, води протоколите и архивите. Работи като служба. Няма самостоятелен интерфейс. Производителя препоръчва да се използва инсталиран Windows Server, на който освен MetaTrader 4 Server повече нищо друго да не се инсталира. Практиката показва, че паралелната употреба на какъвто и да е друг софтуер, рязко снижава работата на MetaTrader 4 Server. Използоването на всяко копие на програмата се лицензира отделно.
- MetaTrader 4 Administrator е предназначен за отдалечено управления на сървърната част за указване на параметрите на настройките, настройките на финансовите инструменти, базата данни и други. Има малки възможности за опериране с клиентските сметки. Платформи Windows 7/Windows Vista/XP/2000. Лицензия за използване на неограничен брой копия е включена в лицензията на сървъра.
- MetaTrader 4 Manager е предназначен за обработка на търговски заявки и управление сметките на клиентите. Платформи Windows 7/Windows Vista/XP/2000. Лицензия за използване на неограничен брой копия е включена в лицензията на сървъра.
- MetaTrader 4 Data Center е специализиран прокси сървър, предназначен за повишаване мащабируемостта и безопасността на платформата и може да бъде междинно звено между сървърната част и клиентските терминали. Използането му не е задължително, но е целесъобразно за локални мрежи с няколко клиента, позволявайки да се минимизира трафика на котировките и тяхната история. Може да се инсталира на едно от работните места. По този начин намалява натовареността на сървъра. В този случай се препоръчва използване на отделен компютър и за клиентските терминали той става алтернативен сървър. Платформи Windows 7/Windows Vista/XP/2000. Лицензия не е необходима.
- MetaTrader 4 Client Terminal е клиентската част, която се инсталира на компютъра на трейдъра. Предназначена е за провеждане на търговски операции и технически анализ в режим на реално време. Нясколко вида вградени ордери позволяват да се управлява търговията по време на изключен терминал. Обезпечава преглеждането на текущите новини, транслацията на които осъществява сървърната част на комплекса. Вътрешен език за програмиране MQL4 подобен на Си позволява да се програмират търговски стратегии, индикатори, сигнали. Има възможност да се организира напълно автоматична търговия, когато програмата-съветник не само изкарва изображението и сигналите, но и задава команди за откриване/закриване на сделки.[1] Използването на възможностите на програмирането не е задължително – има 50 базови индикатора, всеки от които може допълнително да бъде настройван. Клиентския терминал обезпечивава работа с всеки MetaTrader 4 Server без привръзка към предварително установени адреси. Платформи Windows 7/Windows Vista/XP/2000. Лицензия не е необходима.
- MetaTrader 4 Mobile управлява търговската сметка посредством мобилни устройства. Без лиценз е възможна работа само с няколко сървъра. За всеки сървър се използва отделна версия на програмата, която няма възможност да смени сървъра. Платформи Windows Pocket PC 2002/Mobile 2003. При покупка на лицензия е възможна работа с всеки MetaTrader 4 Server без привързване към предварително установени адреси.

Платформата е ориентирана на маржинова търговия. Възможна е търговия CFD. Но платформата не е предназначена за пълномащабна работа на фондовия пазар или за извършване на операции без маржинови условия:
- няма възможност да направи собствена заявка на пазара, така че да я видят другите търговци;
- няма възможност да преглежда списъка със съществуващите на пазара заявки;
- няма механизъм за работа с опциони;
- няма възможност да подвключва допълнителен източник на котировки и новини;
- няма механизъм за работа с национална валута (отчетът на клиентския терминал винаги се формира на английски език с указание USD в качеството на валута).

## MetaTrader 5
Компанията MetaQuotes Software Corp. в средата на 2009 година анонсира планове за пускане в началото на 2010 г. нова версия на платформата – MetaTrader 5. Изданието излезе със закъснение на 1 юни 2010 г. В новата версия се очакваше разширение на функционалността – работа не само на валутния, но и на фондовия пазар. Само че в това издание такава възможност не е реализирана. Разработчикът е дал заявка да я включи в следващите версии. До този момент новата платформа се използва от брокерите в тестов режим.

## Забележки
1. ↑  Системный трейдер и выбор программы Архив на оригинала от 2013-10-04 в Wayback Machine. // журнал „Валютный спекулянт“ № 7 за 2004 год